# Zbigniew Lubiejewski
Zbigniew Lubiejewski (ur. 6 listopada 1949 w Bartoszycach) – polski siatkarz, złoty medalista olimpijski z Montrealu (1976).
Absolwent Akademii Rolniczo-Technicznej w Olsztynie (1972), gdzie otrzymał tytuł inż. rolnictwa. Siatkarz miejscowego AZS. Po zakończeniu kariery zawodniczej w kraju występował początkowo jako zawodnik, a później trener w belgijskim Antoniusz Herentals. Obecnie działacz AZS Olsztyn.
28 października 2021 roku. Rada Miasta Bartoszyce stosowną uchwałą nadała Zbigniewowi Lubiejewskiemu tytuł „Honorowego Obywatela Miasta Bartoszyce”.

## Osiągnięcia
Reprezentacja
- złoty medalista olimpijski z Montrealu – 1976
- srebrny medalista ME z Belgradu – 1975
- 74. reprezentant Polski – 1972–1977

AZS ART Olsztyn
- Mistrz Polski (3x) – 1973, 1976, 1978
- srebrny medal Mistrzostw Polski (II miejsce) (4x) – 1972, 1974, 1977, 1980
- brązowy medal Mistrzostw Polski (III miejsce) (2x) – 1971, 1975)
- Puchar Polski (3x) – 1970–1972
- finalista PEZP 1978 z drugą lokatą

Wszystkie osiągnięcia uzyskane w barwach AZS-u, któremu był wierny do końca kariery sportowej.

## Odznaczenia
- złoty Medal za Wybitne Osiągnięcia Sportowe,
- 10 lipca 2021 wicepremier Jarosław Gowin podczas 18 Memoriał Huberta Jerzego Wagnera wręczył kadrowiczom drużyny Huberta Wagnera Medal 100-lecia Odzyskania Niepodległości[2]